# Liv i luckan med julkalendern
Liv i luckan med julkalendern var SVT:s julkalender 1988. Serien skapades av Staffan Ling och Jan Moen efter manus av inskickade berättelser av barn och unga.

## Handling
Umeå-TV lät barn och ungdomar i åldrarna 10-17 år stå för manus, på samma sätt som man tidigare gjort i programmet Skrivklådan. I varje avsnitt fanns två eller tre skrivna berättelser, och programpresentatör var Staffan Ling. Bland hans gäster i TV-studion medverkade bland andra Lena Philipsson, Roxette och Sha-Boom. Bland skådespelarna märktes Bengt Andersson, Bert-Åke Varg, Maria Johansson, Göran Thorell, Sissela Kyle och Ingrid Wallin. Att även barnroller gjordes av de vuxna skådespelarna ledde till en del kritik.

## Papperskalender

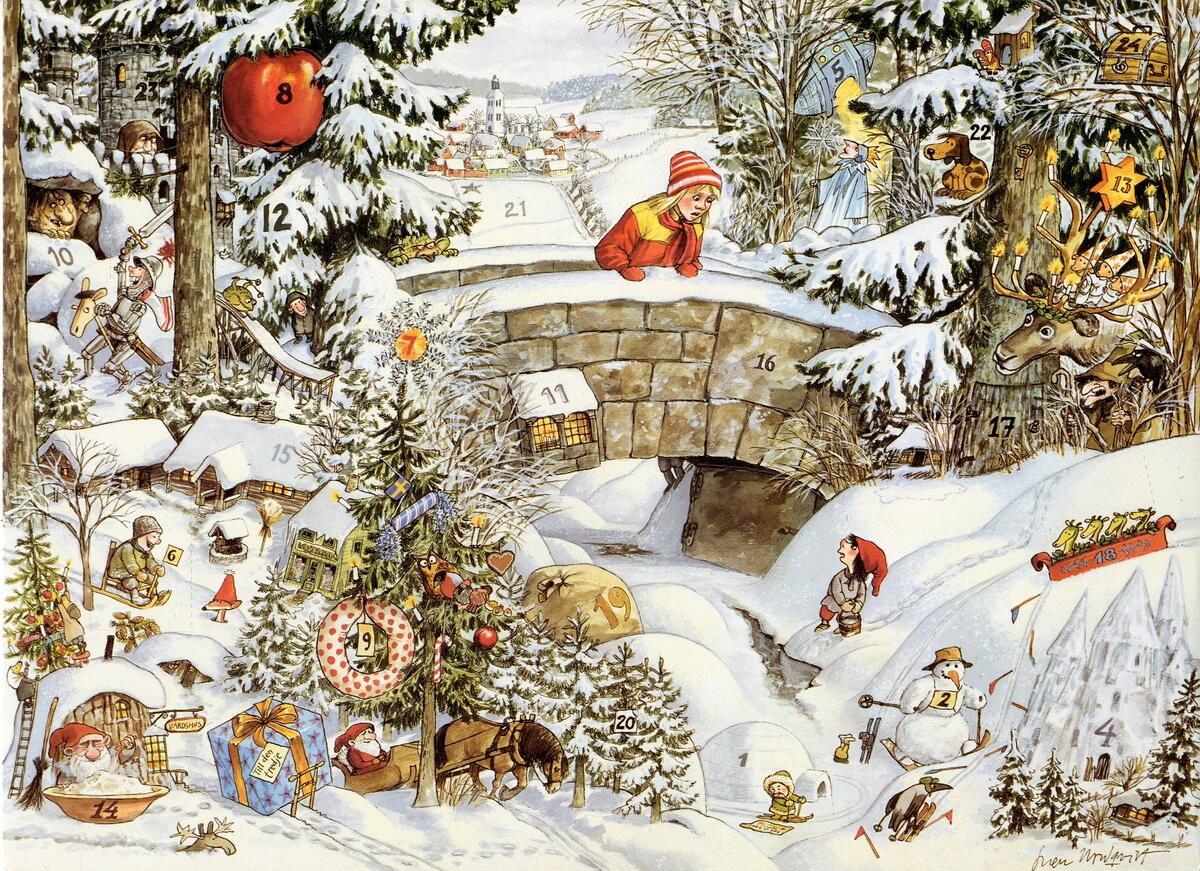
Liv i luckan papperskalender från 1988

Årets papperskalender illustrerades av Sven Nordqvist och visar ett vinterlandskap med en bro. Längst bort syns ett stadssamhälle.

## Produktion
Inför produktionen bad Staffan Ling och Jan Moen barn och unga i Sverige att skriva berättelser som dom kunde skicka in som Ling och Moen senare bearbetade till TV-manus. Barn och unga mellan åtta och sjutton år gamla skickade in ungefär in 2000 bidrag varav 250 valdes ut i en första sållning. Drygt 80 stycken bearbetades till TV-manus.
23 av berättelserna valdes också ut och gavs ut i boken Kom ska du få höra! som illustrerades av Sven Nordqvist. Berättelserna är korrekturlästa och ibland något nedkortade.
Serien spelades in under arbetsnamnet Julklådan.

## Utgivningar
Den utgavs även på MK samma år, med C-laget som musiker. Serien släpptes på DVD 2012. Dock är vissa inslag i den bortredigerade, på grund av olösta rättighetsfrågor.[källa behövs]

### Fotnoter
1. ↑  ”Jultradition”. Arkiverad från originalet den 25 april 2012. https://web.archive.org/web/20120425112719/http://www.jultradition.se/tv.htm. Läst 2 april 2011.
2. ↑  När Var Hur 1999, Bokförlaget DN, sidan 379-381 - TV:s julkalender 1960-98
3. ↑  ”Julkalendrar”. Arkiverad från originalet den 27 oktober 2014. https://web.archive.org/web/20141027034103/http://helgo.net/emma/julkalendrar.php?y=1988&t=tv. Läst 2 april 2011.
4. 1 2  Respektive författare (1988). Staffan Ling, Jan Moen. red. Kom ska du få höra!. Sven Nordqvist. Stockholm: Sveriges Radio. sid. 2. Libris 7409644. ISBN 9789152216811. Läst 23 februari 2024
5. ↑  ”Umeå”. Svenska Dagbladet. 20 december 1987. https://tidningar.kb.se/1767385/1987-12-20/edition/0/part/1/page/22/. Läst 8 januari 2024.
6. ↑  ”Svensk mediedatabas”. http://smdb.kb.se/catalog/id/001495934. Läst 6 april 2011.
7. ↑  ”Liv i luckan med julkalendern | Svensk mediedatabas (SMDB)”. smdb.kb.se. https://smdb.kb.se/catalog/id/002873838. Läst 21 februari 2024.